# Ронява
Ро́нява (словац. Roňava; венг. Ronyva) — река в Словакии и Венгрии, приток Бодрога. Длина реки Ронява составляет 51 км. Площадь бассейна составляет 499 км² на словацкой части. Средний расход воды — 0,74 м³/с.
Река Ронява берёт начало в словацких горах Сланске-Врхи, течёт на юг. Высота истока — 560 м над уровнем моря. В среднем течении на участке в 13,5 км по реке проходит словацко-венгерская граница. В районе города Шаторальяуйхей река поворачивает на юго-запад и течёт по территории Венгрии. Ронява впадает в реку Бодрог рядом с городом Шарошпатак.